# Agyrtidae
Agyrtidae (primitivní mrchožrouti) jsou malá čeleď polyfágních brouků Jsou nalézáni hlavně v teplejších částech severní polokoule a na Novém Zélandu. Živí se na rozkládajících zbytcích organického původu.

## Charakteristika
Agyrtidae jsou malí nebo středně velcí brouci (délky 4-14 mm). Obvykle mají oválné tělo, ale brouci podčeledi Pterolomatinae jsou nápadně podobní střevlíkům.

## Taxonomie
V současnosti je známo kolem 60 druhů. Čeleď je rozdělena do tří podčeledí:
- Necrophilinae
  - Zeanecrophilus
  - Necrophilus
- Agyrtinae
  - Agyrtes
  - Ecanus
  - Ipelates
  - Lyrosoma
- Pterolomatinae
  - Apteroloma
  - Pteroloma